# Charles-Jules Giraud
Pour les articles homonymes, voir Giraud.
Charles-Jules Giraud, né le 26 avril 1801 à Angers et décédé le 5 mars 1877 à Corzé (Maine-et-Loire), est un avocat et un homme politique français.

## Biographie
Avocat et propriétaire à Corzé, Charles Giraud fut élu député du Maine-et-Loire le 5 juillet 1831. Il siégea dans la majorité ministérielle et s’opposa systématiquement aux propositions de l’opposition. Il fut réélu le 21 juin 1834, confirmant son ancrage politique et son influence locale.
Frère d’Augustin Giraud, maire d’Angers et également député du Maine-et-Loire, il appartenait à une famille engagée dans la vie politique et administrative de la région. Il épousa Clémence de Mercx, fille du général-baron Maurice de Mercx et d’Isabelle van den Nest, s’alliant ainsi à une lignée militaire et aristocratique.
Propriétaire du château de Voisin à Corzé, il joua un rôle majeur dans le développement agricole du territoire. Passionné par l’innovation en agriculture, il modernisa son domaine de 119 hectares, reconnu pour ses pratiques avant-gardistes. Il fut président du Comice agricole du canton de Seiches et conseiller général, s’imposant comme un fervent défenseur du progrès rural en Anjou.
Il s’éteignit dans son château de Voisin le 5 mars 1877, laissant derrière lui l’image d’un notable influent, engagé à la fois dans la politique et dans la modernisation de l’agriculture locale.

## Sources
- « Charles-Jules Giraud », dans Adolphe Robert et Gaston Cougny, Dictionnaire des parlementaires français, Edgar Bourloton, 1889-1891 [détail de l’édition]